# Udaloy-Klasse
Projekt 1155 Fregat (russisch Фрегат, Fregatte oder Fregattvogel), von der NATO als Udaloy-Klasse (russisch Удалой der Verwegene) bezeichnet, ist eine Klasse von Zerstörern der russischen Marine. Die Einheiten dieser Klasse wurden während der 1980er-Jahre gebaut und sind zum Teil noch heute im Dienst.

## Projekt 1155 Fregat I
Als in den 1970er-Jahren innerhalb der sowjetischen Marine der Wunsch nach einem neuen Zerstörer-Typ zur Unterstützung der großen Kampfgruppen laut wurde, stellte man folgende Anforderungen an den neuen Entwurf:
- Primäraufgabe in der U-Boot-Abwehr
- große Reichweite
- Seeausdauer durch Seeversorgung erhöhbar

Durch die NATO werden die Schiffe als DDGH klassifiziert; das Akronym DDGH steht im Amerikanischen für: Destroyer (DD – Zerstörer) Guided Missile (G – Lenkflugkörper) Helicopter (H – Hubschrauber an Bord).
Die Forderungen der sowjetischen Marineführung wurden in der als Udaloy-I-Klasse umgesetzt. Diese werden in der russischen Marine als Fregat I bezeichnet. Die Udaloy stellte eine große Verbesserung gegenüber der vorhergehenden Kriwak-Klasse dar, der sie ein Hubschrauberdeck mit der dazugehörigen Bordkomponente (Hangar, Tankanlagen), verbesserte Sonar-Anlagen sowie leichte Flugabwehrfähigkeiten voraus hat.
Udaloy sind mit zwei Bordhubschraubern ausgerüstet, die über je einen Hangar verfügen, deren Schotten als Rampe zum Flugdeck fungieren. Das Schiff verfügt über das aktive/passive Polinom-Such- und Angriffssonarsystem; die Flugabwehreinrichtungen bestehen aus acht Startern für Flugkörper 3K95 Kinschal sowie AK-630-Geschützplattformen. Bei der AK-630 handelt es sich um eine sechsläufige Gatling-Kanone vom Kaliber 30 mm, die zur Nahabwehr anfliegender Flugkörper oder schneller Ziele wie Hubschrauber, Speedboote oder Flugzeuge dient. Das AK-100 ist ein Marinegeschütz vom Kaliber 100 mm, seine Hauptaufgabe ist der Artilleriekampf gegen feindliche Schiffe, daneben auch gegen Landziele zur Unterstützung amphibischer Landungsoperationen.
Bei den mitgeführten Hubschraubern handelt es sich auf den Udaloy-I-Einheiten um Kamow Ka-25. Es können sowohl die Varianten A, B als auch C verwendet werden. Vermutlich wurde aber nur die Variante A als U-Boot-Jäger verwendet. Die Variante C des Ka-25 dient dem SAR-Dienst (Search and Rescue), die Variante B zur Erweiterung der Auffassreichweite des Feuerleitradars. Die Ka-25 verfügt über eine maximale Reichweite von 216 Seemeilen, knapp 400 Kilometer. Die Bewaffnung besteht aus einem oder mehreren E45-75A-Torpedos oder einer B-1-Wasserbombe, die einen nuklearen Sprengkopf besitzt.

### Entwicklung
Die Entwicklung der Klasse begann in den frühen 1970er-Jahren, als man in der sowjetischen Marine erkannte, dass es zu kostspielig wäre, nach wie vor auf Einheiten großer Verdrängung zu setzen, die mehrere Einsatzgebiete abdeckten. Bisher waren die Einheiten der sowjetischen Flotte immer mit umfangreichen Systemen für die Flugabwehr (AAW), den Überwasserkampf (SW) sowie die U-Boot-Abwehr (ASW) ausgerüstet. Dies führte zwangsläufig zu Schiffen großer Verdrängung.
Diese Erkenntnis führte zur Entwicklung eines Konzepts „spezialisierter Überwassereinheiten“. Als direkte Folge wurden durch die Sewernoje-Entwicklungsabteilung zwei verschiedene Entwürfe ausgearbeitet: das Projekt 956 als Zerstörer und das Projekt 1155 als großer U-Boot-Jäger. Somit war von Beginn an klar, dass der Großteil an Waffensystemen der U-Boot-Jagd dienen sollte. Dies führte später zur Kategorisierung als großer U-Boot-Jäger ersten Ranges.

### Bewaffnung

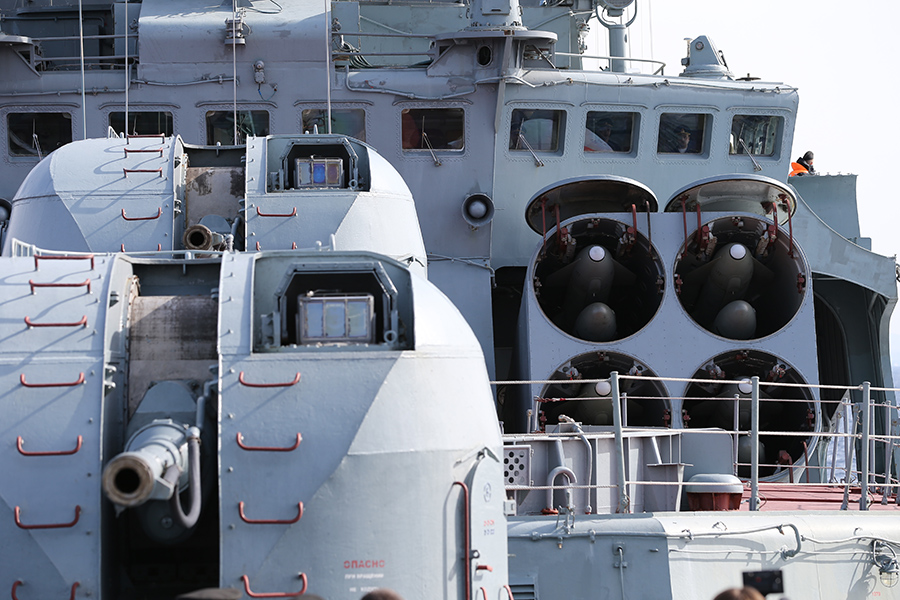
AK-100-Geschütztürme und geöffnete Backbord-Startrohre mit URK-5-Marschflugkörpern

Auch wenn das Projekt 1155 allgemein als das sowjetische Gegenstück zur Spruance-Klasse der United States Navy gesehen werden kann, so gilt dies jedoch nicht für alle Udaloy I. Innerhalb der Klasse weisen die einzelnen Einheiten Unterschiede in den Bereichen Flugabwehr und Flugabwehrradaranlagen auf.
Nicht alle aktiven Einheiten verfügen über die gleiche Ausstattung. Die Betonung der Rolle als U-Boot-Jäger ließ den Schiffen der Udaloy-Klasse nur rudimentäre Wirkfähigkeiten gegen Seeziele und Luftziele. So besteht die Ausrüstung für den Kampf gegen feindliche Schiffe nur aus zwei AK-100-Geschützen sowie vier Schiff-Schiff-Flugkörpern. Die URK-5 Rastrub wird von der NATO als SS-N-14 Silex bezeichnet. Sie ist ein Trägersystem für ein Torpedo vom Typ AT-2, UGMT-1, APR-3M oder MPT-1ME. Weiter kann der Flugkörper auch mit einer nuklearen Wasserbombe mit 5–10 kT bestückt werden. Es existiert zudem eine Schiff-Schiff-Version der SS-N-14 mit einem Suchkopf und konventionellem Sprengkopf. Die Flugkörper sind in zwei quadratischen geneigten Vierfach-Startern unter der Brücke eingerüstet. In jedem Starter befinden sich zwei Silex zur Bekämpfung von U-Booten sowie zwei Anti-Schiff-Versionen der Silex.

#### Flugabwehr

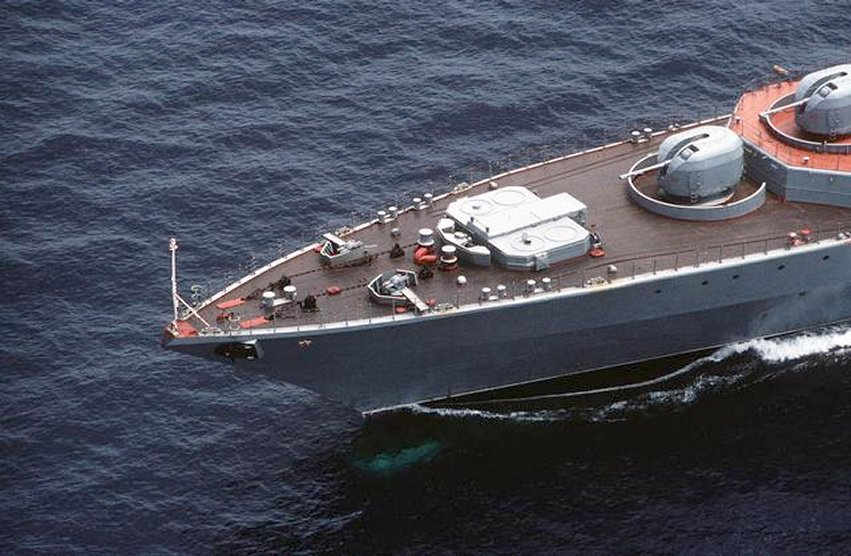
Bug der Udaloy mit 3K95-Kinschal-Flugabwehrsystem

Die Flugabwehrwaffen umfassen zwei Flugabwehrraketen-Komplexe 3K95 Kinschal (NATO-Codename SA-N-9 Gauntlet). Jeder dieser Komplexe besteht aus einem 3R95-Feuerleitradar (NATO-Codename Cross Sword) sowie vier 3S95-Senkrechtstartanlagen für Flugkörper. Jede Startanlage kann acht Raketen aufnehmen, so dass insgesamt 64 Flugabwehrraketen zur Verfügung stehen. Vier Starter befinden sich im Bug, zwei zwischen den Torpedorohren und zwei weitere auf dem Hangaraufbau zwischen den RBU-Werfern. Ein Feuerleitradar befindet sich auf einer runden Plattform oberhalb des Hangars. Ein weiterer ist oberhalb der Brücke verbaut. Da es bei der Entwicklung von dem 3K95-Komplex zu Verzögerungen kam, wurden die ersten drei Schiffe ohne diesen in Dienst gestellt. Erst das vierte Schiff, die Admiral Sacharow ist mit dem 3K95-Komplex ausgerüstet.

#### Torpedos
Die Schiffe verfügen über acht Torpedorohre vom Kaliber 533 mm. Standardmäßig sind sie mit Torpedos vom Typ 53 bestückt. Aber auch der Einsatz des Anti-U-Bootkomplexes RPK-6 Wodopad-NK (SS-N-16 Stallion) ist möglich. Die Rohre befinden sich in zwei Vierfachstartern, jeweils einem an Backbord und einem an Steuerbord, zwischen Hangar und mittlerem Schiffsaufbau. Des Weiteren sind RBU-6000-Raketenwerfer mit einer Wurfreichweite von bis zu 6000 Metern zur U-Boot-Jagd installiert. Die beiden Werfer befinden sich auf dem Hangaraufbau. Eine Salve umfasst zwölf Raketen und kann auch zur Abwehr von Torpedos verwendet werden.

#### Radar
Die Schiffe verfügen über moderne elektronische Anlagen. Hierzu gehört unter anderem das MR-760MA-Fregat-MA-Luftraumüberwachungsradar. Es ist jedoch unklar, welche Anlage sich genau hinter dieser Bezeichnung verbirgt. Viele Quellen bezeichnen das System auch als Top Plate 3-D. Das Radar Top Plate trägt jedoch die Bezeichnung MR-700 „Fregat“ und besteht aus zwei gegenüber der Horizontalen abgewinkelten Planar-Antennen. Diese beiden Antennen sind jedoch in unterschiedlichen Winkeln montiert worden, um den geringen Messfehler des Radars während der Drehung zu korrigieren. Des Weiteren existiert in der russischen Marine das Top-Steer-Radarsystem, welches als „Fregat“ bezeichnet wird. Dabei handelt es sich um ein S-Band-System ähnlich dem amerikanischen SPS-39. Die Bezeichnung MR-760A könnte auf eine Kombination des MR-700-Systems mit dem Top-Steer-System hindeuten.
Das Horse-Jaw-Niederfrequenzsonar ist der Nachfolger des Orion-Jaw-Sonarsystems. Es verfügt über einen Suchbereich von 360° und eine Reichweite von 30/60/120 km. Das zugehörige VDS (variable depth sonar; dt.: Sonar mit veränderbarer Suchtiefe) ist das Horse-Tail-System. Beide Systeme basieren auf „akquirierter“ französischer Technologie, die wiederum auf amerikanischer Technologie basiert.
Eye Bowl ist ein Feuerleitradar für die SS-N-14, arbeitet auf dem S-Band und ermöglicht die „Command Guidance“ des Flugkörpers nach dem Start. Drakon wird vollständig als MR-145-Drakon beziehungsweise Kite Screech A bezeichnet und basiert auf den C/X/Ka-Bändern. Es kontrolliert die AK-100-Geschütztürme. Kite Screech B wird auf den Udaloy-II-Einheiten zur Kontrolle der AK-130-Geschütztürme eingesetzt. In beiden Fällen besteht das System aus einem Präzisionsmessgerät (Ka-Band) und einem Zielerfassungsgerät (C/X- oder nur X-Band).
Das MR-320 ist ein konventionelles Oberflächensuchradar, welches ursprünglich als Palm Frond bezeichnet wurde. Durch Kombination mit dem Strut-Pair-S-Band-Luftraumüberwachungsradar entstand das MR-320 Podkat, das auf der Udaloy-Klasse eingerüstet wurde. Strut Pair verfügt jedoch über keine Stabilisierungstrebe hinter der Antenne, was darauf hindeuten könnte, dass es nicht seegangsstabilisiert ist.
Cross-Sword ist das Feuerleitsystem für die 3K95-Flugabwehrraketen und verfügt über eine phasenadaptive Planarantenne zur Verfolgung und Steuerung der Flugkörper. Bell Shroud ist eine Störanlage zum Einsatz gegen die Q-Band-Systeme westlicher Flugzeuge, die in den 1960er-Jahren eingeführt wurden.
Bell-Crown ist das dem amerikanischen Link-System ähnliche Kommandosystem der russischen Marine. Es erlaubt dem Flaggschiff, Befehle an die unterstellten Einheiten zu senden. Diese Befehle werden dann durch das „Second-Captain“-System der Einheiten bearbeitet.

### Antrieb
Die Antriebsanlage des Schiffes bildet ein COGAG-Antrieb. COGAG steht für Combined Gas and Gas und bedeutet im Falle der Udaloy I und Udaloy II, dass pro Welle eine Gasturbine für Marschfahrt (M62 mit 9.000 PS) und eine Gasturbine für Fahrten mit äußerster Kraft (M8KF mit 22.000 PS) vorhanden sind. Diese Turbinen ermöglichen den Einheiten dieser Klasse eine Höchstgeschwindigkeit von 29 Knoten bei maximaler Verdrängung. Die Schiffe verfügen über zwei Wellen mit je einem Propeller.
Die Schiffe messen bei einer Länge über alles 163 m, eine Breite von bis zu 19,7 m und einen Tiefgang von bis zu 7,9 m. Sie verdrängen voll ausgerüstet 7570 Tonnen. Die Besatzungsstärke beträgt bis zu 249 Mann, von denen vermutlich 30 zur Bordhubschrauberkomponente zählen.
Kiellegung des Typschiffs Udaloy erfolgte 1978. Zwölf Einheiten wurden in einer Rate von maximal zwei Schiffen pro Jahr bis 1991 fertiggestellt. Das letzte Schiff mit Udaloy-I-Konfiguration lief im Juli 1991 der Flotte zu.

## Technische Daten Projekt 1155 Fregat I
| Allgemein                                                                                  | Allgemein                                                                          |
| ------------------------------------------------------------------------------------------ | ---------------------------------------------------------------------------------- |
| NATO-Code                                                                                  | „Udaloy I“                                                                         |
| Entwicklungsabteilung                                                                      | Sewernoje                                                                          |
| Bauwerften                                                                                 | Sawod 820 Jantar, Kaliningrad                                                      |
| Bauwerften                                                                                 | Sawod 190 Sewernaja-Werft, St. Petersburg                                          |
| Helikopter                                                                                 | 2 × Ka-25 (zwei Hangars)                                                           |
| Dimensionen                                                                                |                                                                                    |
| Länge                                                                                      | 163 m                                                                              |
| Breite                                                                                     | 19,0 bis 19,7 m                                                                    |
| Tiefgang                                                                                   | 7,8 bis 7,9 m                                                                      |
| Verdrängung (Standardkampfsatz)                                                            | 6.945 t                                                                            |
| Verdrängung (maximal)                                                                      | 7570 t                                                                             |
| Antriebsanlage                                                                             |                                                                                    |
| Antriebskonfiguration                                                                      | kombinierter Gas und Gas Antrieb (COGAG)                                           |
| Turbinen (Marschfahrt)                                                                     | 2 × M62-Gasturbinen mit je 9000 PS (auf zwei Wellen)                               |
| Turbinen (äußerste Kraft)                                                                  | 2 × M8KF-Gasturbinen mit je 22.000 PS (auf zwei Wellen)                            |
| Wellen                                                                                     | 2                                                                                  |
| Propeller                                                                                  | 2                                                                                  |
| Höchstgeschwindigkeit                                                                      | 30 kn                                                                              |
| Betriebsstoffbunker                                                                        | 2000 t + Reservebunker                                                             |
| Reichweite                                                                                 | 3000 sm (bei 14 kn); 5700 sm bei Nutzung der Reserve                               |
| Besatzungsstärke                                                                           | 220 bis 249 (29 Offiziere)                                                         |
| Bewaffnung                                                                                 |                                                                                    |
| Flugkörper                                                                                 | 2 × Vierfachstarter für URK-5 Rastrub (SS-N-14 „Silex“)                            |
| Flugkörper                                                                                 | 8 × Achtfachstarter Kinschal                                                       |
| Schiffsartilleriesysteme                                                                   | zwei AK-100-Geschützplattformen Kaliber 100 mm                                     |
| Schiffsartilleriesysteme                                                                   | zwei 45mm-Fla-Kanonen vom Typ 21-KM                                                |
| Schiffsartilleriesysteme                                                                   | vier sechsläufige AK-630-Gatlingkanonen (Flugabwehr/Kadenz 6000 Schuss pro Minute) |
| Torpedorohre                                                                               | zwei Vierfach-Starter mit je vier Rohren vom Typ ChTA-53-1155                      |
| ASW (Anti-Submarine-Warfare)                                                               | 2 × RBU-6000-ASW RL mit 12 Rohren und Munition für 8 Salven                        |
| 26 Seeminen                                                                                |                                                                                    |
| Schiffssysteme                                                                             |                                                                                    |
| Radar                                                                                      | MR-760MA Fregat-MA-Luftüberwachungsradar (Top Plate 3-D)                           |
| Radar                                                                                      | MR-320M-Podkat-Luft- und Seeraumüberwachungsradar                                  |
| Sonar                                                                                      | Polinom-Sonar „Phalanx“                                                            |
| Sonar                                                                                      | „Horse Jaw“-Niederfrequenzsonar (am Bug montiert)                                  |
| Sonar                                                                                      | Platina/Horse Tail-LF-VDS-Niederfrequenssonar                                      |
| Feuerleitsysteme                                                                           | Lesorub-5-Feuerleitanlage                                                          |
| Feuerleitsysteme                                                                           | 2 × Drakon/Eye Bowl SSM (Feuerleitradar)                                           |
| Feuerleitsysteme                                                                           | 2 × MR-360 Podkat/Cross Sword (Flugabwehrfeuerleitsystem)                          |
| Anlage zur elektronischen Kampfführung                                                     | Bell Shroud                                                                        |
| Signalabfangsystem                                                                         | Bell Crown                                                                         |
| Kommunikationsanlagen                                                                      | Taifun, Kristall                                                                   |
| 2 × PK-2-Täuschkörperwerfer zur Raketenabwehr                                              |                                                                                    |
| 10 × PK-10-Täuschkörperwerfer zur Raketenabwehr (nur in den letzten Schiffen des Bauloses) |                                                                                    |

## Projekt 1155.1 Fregat II
Kurze Zeit nach der Indienststellung der Udaloy-I-Zerstörer sah man die Notwendigkeit für eine Modifikation der Klasse, um so ein Gegenstück zur US-amerikanischen Arleigh-Burke-Klasse zu schaffen. 1982 begann man mit der Entwicklung eines Umrüstsatzes, welcher die Fähigkeiten der Udaloy I besser einteilen sollte.
Die Udaloy II ist eine Umrüstung der Udaloy-I-Einheiten. Die SS-N-14 wurden durch die SS-N-22 Sunburn ersetzt, welcher den Einheiten ein Wirken gegen Seeziele ermöglichte. Damit verbunden war jedoch ein Verlust an Wirkmitteln gegen U-Boote, namentlich der Verlust der Starter für die SS-N-14 „Silex“. Des Weiteren wurden durch Hinzufügen von Artilleriesystemen und Flugabwehrflugkörpern (SAM) die Verteidigungsfähigkeiten verbessert. Die Udaloy-II-Einheiten wurden mit zwei 3K87-Kortik-Nahbereichsverteidigungssystemen nachgerüstet. Beide Kortik-Systeme bestehen aus jeweils zwei 30-mm-Gatling-Maschinenkanonen sowie zwei Vierfachstartern. Die Kortik-Systeme verfügen über ein automatisches Ladesystem, das weitere drei Sätze – also 24 Raketen – enthält. Insgesamt stehen somit weitere 64 Raketen zur Flugabwehr auf der Udaloy II zur Verfügung.
Die Geschütze des Typs AK-630 und die Flugkörper bilden dabei den so genannten Kortik-Flugabwehrkomplex. Hierbei sind je acht Starter für die SA-N-11 und zwei AK-630-Geschütze zur Nahverteidigung des Schiffes zusammengeschaltet. Die Kombination von Flugkörpern und herkömmlichen Projektilwaffen soll die Trefferquote des Systems gegenüber reinen Flugkörper- oder Geschützsystemen erhöhen.
Die AK-100-Geschütze wurden durch ein doppelläufiges AK-130-DP-Geschütz vom Kaliber 130 mm ersetzt. Das AK-130 verfügt im Vergleich zum AK-100 bei annähernd gleicher Kadenz über eine höhere Reichweite sowie größere Sprengkraft.
Um die Überlebenschancen der Udaloy II im Kampf gegen U-Boote zu vergrößern, ersetzte man die RBU-6000-Werfer durch den RBU-12000. Der Udaw verfügt über zehn Startrohre für Raketen vom Kaliber 300 mm und einer Länge von 2200 mm. Im Gegensatz zum RBU-6000 liegt sein Hauptfokus auf der Torpedoabwehr. Er ist jedoch auch zur Bekämpfung von U-Booten geeignet. Die Wurfweite beträgt maximal 3000 m und die Sinktiefe der Geschosse bis zu 600 m. Die Trefferwahrscheinlichkeit beträgt bei einem zielsuchenden Torpedo 76 Prozent.
Die Sonaranlagen wurden verbessert, ein neues Flugabwehrleitsystem eingebaut und die Rechneranlagen auf den neuesten Stand gebracht.
Der Antrieb wurde ebenfalls überarbeitet und trotz des zusätzlichen Gewichtes von knapp 500 Tonnen ist die Udaloy II bis zu vier Knoten schneller als die Udaloy I.
Die Bordhubschrauberkomponente wurde umstrukturiert und die KA-25 wurden durch KA-32A ersetzt.
Am 14. Dezember 1995 lief mit der Admiral Tschabanenko das erste Schiff der neuen Klasse in der Kaliningrader Werft „Jantar“ vom Stapel. Das Schiff war zwar zu 98 Prozent einsatzbereit, allerdings verblieb es noch mehrere Jahre im Dock, da die Gelder fehlten, um es in Dienst zu stellen (bzw. um Kosten zu sparen). Ein zweiter Rumpf war bereits fertiggestellt, wurde jedoch verschrottet. Die dritte Einheit wurde nie auf Kiel gelegt.
Die Admiral Tschabanenko war bis Ende 1997 nicht einsatzbereit. Am 28. Januar 1999 wurde sie jedoch von der russischen Marine offiziell übernommen, nachdem sie in Seeerprobungen, die vom Kommandeur der Baltischen Flotte überwacht wurden, ihre Leistungsfähigkeit gezeigt hatte. Die Udaloy II bildet heute in der russischen Flotte das einzige Gegenstück zu den 47 Arleigh-Burke-Zerstörern der US Navy.
Der ursprüngliche Plan der russischen Marineführung war die Aufstellung von zwei Brigaden zu je sieben Einheiten (vermutlich die zwölf Udaloy I und zwei Udaloy II) sowie daran anschließend der Bau weiterer 21 Schiffe unterteilt in drei Brigaden. Alle Folgeeinheiten der ersten Baulose wurden jedoch schon in den frühen 1990er-Jahren gestrichen.

## Technische Daten Projekt 1155.1 Fregat II
- NATO Code: „Udaloy II“
- Entwicklungsabteilung: Sewernoje
- Bauwerft: Sawod 820 Jantar, Kaliningrad
- Dimensionen:
  - Länge: 164 m
  - Breite: 19,3 m
  - Tiefgang: 6,2 bis 8,0 m
  - Verdrängung (Standardkampfsatz): 7700 t
  - Verdrängung (maximal): 8900 t
- Antriebsanlage:
  - Antriebskonfiguration: kombinierter Gas und Gas Antrieb (COGAG)
  - Turbinen (Marschfahrt): 2 × M62-Gasturbinen mit je 9000 PS (auf zwei Wellen)
  - Turbinen (äußerste Kraft): 2 × M8KF-Gasturbinen mit je 22.000 PS (auf zwei Wellen)
  - Wellen: 2
  - Propeller: 2
  - Höchstgeschwindigkeit: 30–34 kn
  - Betriebsstoffbunker: k. A.
  - Reichweite: 3000 nm bei 14 kt; 5700 nm bei Nutzung der Reserve (ähnlich Udaloy I)
- Besatzungsstärke: 296
- Bewaffnung:
  - Flugkörper:
    - 2 × Vierfachstarter für Anti-Schiffsflugkörper Moscit (SS-N-22 „Sunburn“)
    - 8 × Achtfachstarter Kinschal (3K95 Kinschal; Vertikalstarter)
    - 2 × 3K87 Kortik

  - Schiffsartilleriesysteme:
    - eine doppelläufige AK-130-Geschützplattform, Kaliber 130 mm
    - zwei 45mm-Fla-Kanonen vom Typ K21-KM
    - vier sechsläufige AK-630-Gatlingkanonen (Flugabwehr/Kadenz 6000 Schuss pro Minute)

  - Torpedorohre: zwei Vierfachstarter Kaliber 533 mm Typ ChTA-53-1155 mit Kampfsatz 30 Torpedos
  - ASW (Anti-Submarine-Warfare): 2 × 10 Udaw-1 ASW RL
  - 26 Seeminen
- ASW-Hubschrauber: 2 × Ka-27 (zwei Hangars)
- Schiffssysteme:
  - MR-700 Fregat-A-Luftüberwachungsradar (Top Plate 3-D)
  - MR-320M Topaz-V-Luft- und Seeraumüberwachungsradar (Strut Pair)
  - Swesda-2-Sonar „Phalanx“
  - MGK-345 Bronza (Niederfrequenzsonar, Bug)
  - Ox Tail LF VDS (Niederfrequenzsonar)
  - 2 × MR-360 Podkat (Flugabwehrkontrollsystem für die Kinschal)
  - 2 × 3P37 (Flugabwehrkontrollsystem für die Kortik)
  - Garpun-BAL-Seezielverfolgungsradar
  - Start-series EW (EloKA)
  - Wine Glass (Signalabfangsystem)
  - Bell Shroud (Signalabfangsystem)
  - Bell Squat (Störanlage; ECM)
  - Kommunikationsanlagen: Taifun, Kristall
  - 10 PK-10-Täuschkörperwerfer zur Raketenabwehr

## Einheiten

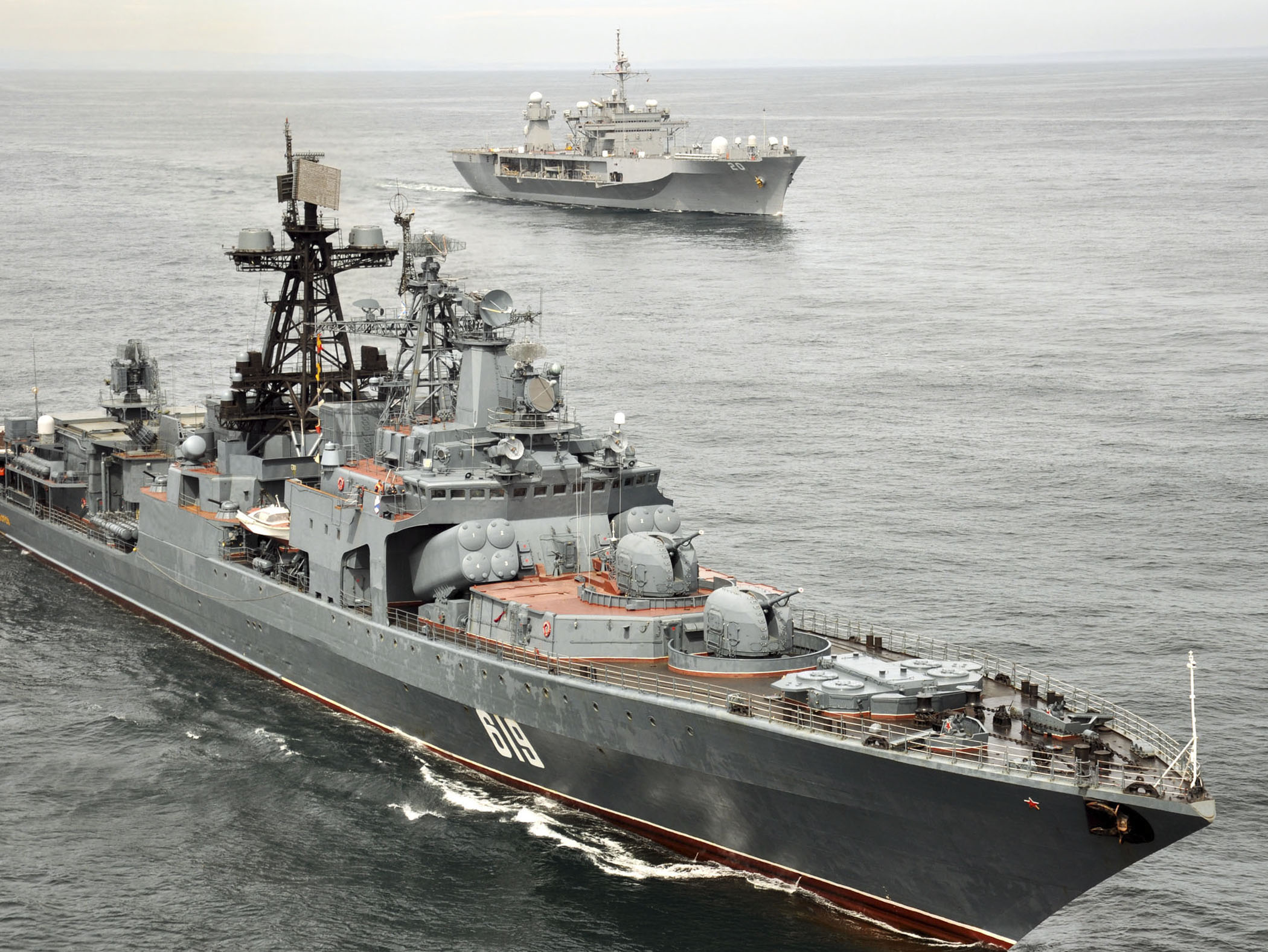
U-Bootjäger Seweromorsk (2010)

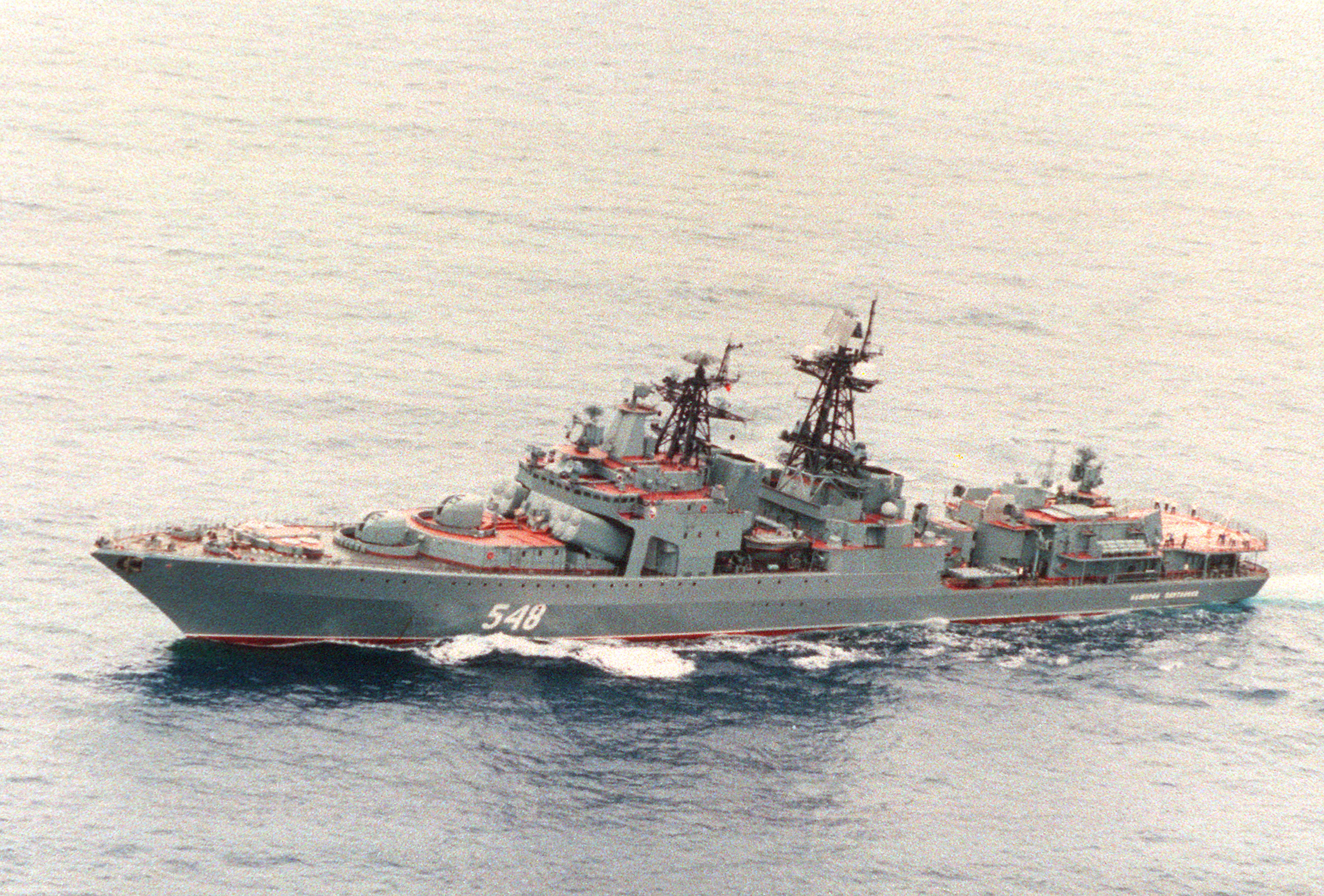
Zerstörer Admiral Pantelejew (1995) benannt nach Juri Alexandrowitsch Pantelejew

| Kennung   | Name                    | Indienststellung | Außerdienststellung | Flotte        | Bemerkung                                               |
| Udaloy I  | Udaloy I                | Udaloy I         | Udaloy I            | Udaloy I      | Udaloy I                                                |
| --------- | ----------------------- | ---------------- | ------------------- | ------------- | ------------------------------------------------------- |
|           | Udaloi                  | 1980             | 1997                | Nordflotte    | 2002 abgewrackt                                         |
| BPK 626   | Wize-Admiral Kulakow    | 1981             |                     | Nordflotte    | nach Modernisierung seit Dezember 2010 wieder im Dienst |
| BPK 499   | Marschal Wassiljewski   | 1983             | 2007                | Nordflotte    |                                                         |
|           | Admiral Sacharow        | 1983             | 1991                |               | Nach einem Feuer verschrottet                           |
|           | Admiral Spiridonow      | 1984             | 2001                | Pazifikflotte |                                                         |
| BPK 564   | Admiral Tribuz          | 1985             |                     |               | Feuer an Bord 1991 und 1995, seit 2003 wieder im Dienst |
| BPK 543   | Marschal Schaposchnikow | 1985             |                     | Pazifikflotte |                                                         |
| BPK 619   | Seweromorsk             | 1987             |                     | Nordflotte    |                                                         |
| BPK 405   | Admiral Lewtschenko     | 1988             |                     | Nordflotte    |                                                         |
| BPK 605   | Admiral Winogradow      | 1988             |                     | Pazifikflotte |                                                         |
|           | Admiral Charlamow       | 1989             | 2020                |               |                                                         |
| BPK 548   | Admiral Pantelejew      | 1991             |                     | Pazifikflotte |                                                         |
| Udaloy II |                         |                  |                     |               |                                                         |
| BPK 437   | Admiral Tschabanenko    | 1999             |                     | Nordflotte    |                                                         |
|           | Admiral Basisty         |                  |                     |               | Nie fertig gestellt                                     |
|           | Admiral Kutscherow      |                  |                     |               | Nie fertig gestellt                                     |

## Belege und Verweise